# Zyklonsaison im Südwestindik 2011–2012
Die Zyklonsaison im Südwestindik 2011–2012  begann offiziell am 15. November 2011 und endet am 30. April 2012, mit Ausnahme von Mauritius und den Seychellen, wo sie erst am 15. Mai 2012 endet. Diese Daten begrenzen konventionell die Zeit des meteorologischen Jahres der Südhalbkugel, in denen sich im südwestlichen Indik die meisten tropischen Wirbelstürme bilden. Das erste tropische System bildete sich am 5. Dezember 2011.
Die tropischen Wirbelstürme in diesem Becken werden durch das Regional Specialized Meteorological Centre (RSMC) in La Réunion, Frankreich überwacht. Das Verantwortungsgebiet von Météo-France umfasst den Indischen Ozean südlich des Äquators und westlich von 90° östlicher Länge. Tropische Wirbelstürme in diesem Bereich werden Zyklone genannt. Das Joint Typhoon Warning Center (JTWC) in Honolulu beobachtet ebenfalls das Wettergeschehen in diesem Seegebiet; es gibt Sturmwarnungen aus, die sich primär an Einrichtungen der Streitkräfte der Vereinigten Staaten im Indischen Ozean richten.

## Stürme

### Schwerer Tropischer Sturm Alenga
Am 5. Dezember überquerte ein sich rasch entwickelndes Tiefdruckgebiet 90° östlicher Länge und gelangte so in den Verantwortungsbereich von Météo-France in La Réunion. Nur einige Stunden später klassifizierte das Joint Typhoon Warning Center (JTWC) das System als tropischen Sturm und vergab die Bezeichnung 01S. Zu diesem Zeitpunkt waren auf den Satellitenbildern Bandstrukturen erkennbar. Günstige atmosphärische Bedingungen erlaubten einen Anstieg der Konvektion im Bereich des Zentrums sowie eine gute Ausströmung. Einige Stunden später stellte das RSMC in La Réunion fest, dass sich das System in einen mäßigen tropischen Sturm intensiviert hatte und durch den Mauritius Meteorological Service erhielt das System den Namen Alenga. Alenge intensivierte sich rapide weiter und erreichte im Tagesverlauf die Stärke eines schweren tropischen Sturmes. Obwohl die Prognosen von einer Intensivierung in einen tropischen Zyklon ausgingen, schwächte sich Alenga gegen Mittag des 6. Dezember ab und wurde zu einem mäßigen tropischen Sturm zurückgestuft. Im Verlaufe des 6. Dezembers hat Alenga außerdem eine scharfe Linkskurve eingeschlagen und begann früh am 7. Dezember, etwa 550 Seemeilen westlich der Kokosinseln nach Südosten zu ziehen. Er erreichte am 7. Dezember gegen 7:00 Uhr UTC den 90. östlichen Längengrad und verließ somit das Becken.

### Tropische Depression 02
Am 6. Dezember 2011 klassifizierte Météo-France eine tropische Störung zwischen La Réunion und Diego Garcia als tropische Depression. Am nächsten Tag gelangte das System in ein Gebiet mit starker vertikaler Windscherung, wodurch das Oberflächenzirkulationszentrum freigestellt wurde und schon bald in ein Resttief zerfiel, doch früh am 8. Dezember regenerierte sich das System in eine schwache tropische Depression. Im Tagesverlauf entwickelte sich erneut Konvektion um das Zirkulationszentrum, selbst als das nach Westen ziehende System langsam an Intensität einbüßte. Météo-France gab am 9. Dezember die letzten Warnungen zu dem System aus, weil es zu schwach war, um als tropische Depression eingestuft zu bleiben. Das Resttief zog noch bis zu seiner völligen Auflösung am 16. Dezember über den südwestlichen Indischen Ozean.

### Subtropische Depression 03
Ein Tiefdruckgebiet an der südöstlichen Küste von Madagaskar wurde am 19. Dezember von Météo-France als subtropische Depression klassifiziert. Das System bewegte sich bis zum 20. Dezember kaum. Am 21. Dezember zog es sehr langsam südwärts und begann sich abzuschwächen. Das RSMC gab am 23. Dezember seine letzte Warnung zu dem sich auflösenden System aus.

### Tropischer Zyklon Benilde
Am 28. Dezember meldete das RSMC La Réunion, dass die vierte tropische Störung der Saison aus der australischen Region herübergezogen sei; diese war dort etwa eine Woche lang zunächst in südlicher und dann in westlicher Richtung durch den südöstlichen Indik gezogen. Im Tagesverlauf entwickelte die Störung sich stetig, sodass das JTWC die Ausgabe von Warnungen zu 02S aufnahm. Météo-France stufte das System am 29. Dezember als mäßigen tropischen Sturm ein und durch die Wetterbehörde von Mauritius erhielt der Sturm den Namen Benilde, der von Mosambik vorgeschlagen worden war.
Benilde zog weiterhin in etwa westlicher Richtung und intensivierte sich rasch, bis sie am 31. Dezember als tropischer Zyklon eingestuft wurde. Dann schwenkte der Sturm nach Südwesten, und die Intensivierung setzte sich fort, bis am 1. Januar in die südlichen Bereiche des Sturmes trockenere Luft gelangte. Die Konvektion verstärkte sich noch für eine kurze Zeit, doch stellte das RSMC nach dem Erreichen des Höhepunktes mit andauernden Windgeschwindigkeiten von 150 km/h später am gleichen Tag fest, dass die Eyewall auf der Nordseite des Auges kollabierte. Am 3. Januar schwächte sich Benilde in einen schweren tropischen Sturm ab. Starke Windscherung trug zur weiteren Abschwächung des Systems bei, das am 4. Januar nur noch eine tropische Depression war. Diese absorbierte noch spät an diesem Tag eine schwache Störung nördlich des Systems, doch schwächte sich Benilde früh am 5. Januar noch weiter ab. Die nördlichen Bereiche des Systems zerfielen vollständig, und die Konvektion verlagerte sich südlich des Sturmzentrums, während das System seine tropischen Eigenschaften verlor.

### Mäßiger Tropischer Sturm Chanda
Am 4. Januar stellte Météo-France fest, dass eingebettet in die Innertropische Konvergenzzone im Bereich der Straße von Mosambik sich starke konvektive Aktivität entwickelte und sich nahe der Küste zu Mosambik eine bodennahe Zirkulation bildete. Diese Zone gestörten Wetters blieb während der nächsten Tage bestehen, und am Morgen des 8. Januar gab Météo-France bekannt, dass sich eine tropische Störung gebildet habe. Sechs Stunden später wurde das System in eine tropische Depression hochgestuft. Diese zog südostwärts auf Morondava an der Westküste Madagaskars zu. Weitere sechs Stunden später wurde das System als mäßiger tropischer Sturm eingestuft und erhielt den von Mauritius vorgeschlagenen Namen Chanda. Nach dem Landfall spät am 8. Januar begann Chanda sich abzuschwächen. Über Land zog der Sturm dann in den Süden der Insel und erreichte schließlich am 10. Januar im Südosten Madagaskars über den Indischen Ozean. Über Wasser intensivierte sich Chanda leicht, doch Windscherung führte dann zu einer Abschwächung. Die Struktur des Sturms im nördlichen Halbkreis kollabierte früh am 11. Januar und das System wurde zu einem außertropischen System.
Über Madagaskar erzeugte Chanda heftige Regenfälle, sodass innerhalb von 48 Stunden rund 280 mm Niederschlag verzeichnet wurden. Hochwasser und Überschwemmungen schnitten mehrere Ortschaften von der Außenwelt ab, und zahlreiche Häuser wurden überflutet. In Miandrivazo ertrank mindestens eine Person in den Fluten.

### Subtropische Depression Dando
Östlich von Madagaskar bildete sich am 11. Januar eine nichttropische Störung, die unter Einfluss des zerfallenden Sturms Chanda am darauffolgenden Tag in eine subtropische Depression überging. Das System behielt zwar die subtropischen Merkmale bei, als es in Richtung afrikanisches Festland wanderte, entwickelte jedoch am 15. Januar ausreichende Windgeschwindigkeiten, sodass die Meteorologen in Madagaskar den Namen Dando zuwiesen, der von Tansania vorgeschlagen worden war. Am 16. Januar gab das RSMC die letzte Warnung für das inzwischen zum Resttief abgeschwächte System aus. Dieses Resttief zog am 17. Januar über das Festland, wo sich Dando am 18. Januar vollständig auflöste.
Dando war der erste tropische oder subtropische Sturm seit dem Tropischen Sturm Domoina 1984, der den Süden von Mosambik traf. Schwere Regenfälle über dem Süden des Landes löste erhebliche Überschwemmungen aus, sodass die Behörden Bewohner hochwassergefährdeter Gebiete zur Evakuierung aufforderten. An der Küste wurden bis zu sechs Meter hohe Wellen beobachtet, wodurch die Fischer am Ausfahren gehindert wurden. Vom Sturm verursachte Regenfälle wirkten sich auch auf Teile von Simbabwe und Swasiland aus. Hunderte von Touristen im Kruger-Nationalpark in Südafrika waren teilweise abgeschnitten und mindestens 30 Personen mussten ausgeflogen werden, weil Sturzfluten Brücken weggespült und zahlreiche Gebäude und Straßen beschädigt hatten. Mindestens zehn Tote verursachten die Auswirkungen Dandos, davon sechs Personen, die in der südafrikanischen Provinz Mpumalanga ertranken, nachdem der Olifants River über die Ufer getreten war.

### Schwerer Tropischer Sturm Ethel
Am 18. Januar begann das RSMC La Réunion mit der Beobachtung einer tropischen Störung, die sich nordöstlich von Rodrigues entwickelt hatte. An dem Tag entwickelte sich das System stetig besser und erhielt nach dem Erreichen des Status eines tropischen Sturmes vom Mauritius Meteorological Service den Namen Ethel. Ethel intensivierte sich spät am 19. Januar in einen schweren tropischen Sturm. Am nächsten Tag erreichte Ethel eine Stärke äquivalent zur Kategorie 1 der Saffir-Simpson-Hurrikan-Windskala, doch kühles Wasser und die für eine weitere Entwicklung ungünstige Windscherung verhinderten die Intensivierung Ethels. Am 22. Januar wurde Ethel zum mäßigen tropischen Sturm zurückgestuft. Die Konvektion verlagerte sich auf die Südseite des Zentrums, das am 23. Januar seine tropischen Eigenschaften verlor.
Als Ethel an Rodrigues vorüberzog, wurden auf der Insel starke Winde und Starkregen mit einer Niederschlagsmenge von 174 mm innerhalb von 24 Stunden aufgezeichnet. Auf der Insel kam es zu signifikanten Sachschäden und Störungen im Kommunikationswesen. Eine Person starb in einem von dem Sturm verursachten Zwischenfall an einem Stromschlag.

### Intensiver Tropischer Zyklon Funso
Am 17. Januar begannen das RSMC und das JTWC mit der Beobachtung eines Tiefdruckgebietes, das sich etwa 620 km nordwestlich von Antananarivo, Madagaskar in der Straße von Mosambik gebildet hatte. Im Laufe der beiden folgenden Tage intensivierte sich das System aufgrund günstiger Bedingungen rasch. Früh am 19. Januar erklärte das RSMC das System zur tropischen Depression 08 und kurz darauf stellte das JTWC fest, dass das System einminütige Windgeschwindigkeiten eines tropischen Sturmes entwickelte und das System als tropischen Zyklon 08S klassifizierte. Das System wurde schließlich auch vom RSMC zu einem tropischen Sturm hochgestuft und erhielt den Namen Funso. Am 20. Januar stufte Météo-France Funso zum tropischen Zyklon auf. Der Zyklon zog auf die Küste von Mosambik zu, blieb jedoch über Wasser und wandte sich nach einer Schleife im Uhrzeigersinn südwärts. Die Nähe zum Festland, wo rund drei Millionen Menschen Winden in der Stärke eines tropischen Sturmes ausgesetzt waren, sorgte am 22. und 23. Januar für eine leichte Abschwächung, doch als sich Funso vom Festland entfernte, gewann der Zyklon erneut an Kraft. Am 24. Januar intensivierte sich Funso noch ein wenig mehr und setzte seine südsüdöstlich gerichte Wanderung fort. Eine Eyewall-Neubildung führte am 25. Januar zu einer vorübergehenden Abschwächung des Zyklons, doch einige Stunden später stufte Météo-France Funso am Mittag des Tages erneut als intensiven tropischen Zyklon ein. Dieser Intensivierung folgte im Tagesverlauf eine weitere Eyewall-Neubildung, die in der Bildung eines noch größeren Auges mit einem Durchmesser von 55 km resultierte.
Durch die Auswirkungen des Zyklons starben auf dem Festland und auf See zahlreiche Menschen. In der Nacht zum 18. Januar sank ein Schiff auf dem Weg von Anjouan nach Mayotte mit 54 Personen an Bord in der rauen See, die durch den sich entwickelnden Sturm erzeugt wurde. Mindestens 15 von ihnen ertranken und Dutzende wurden vermisst.
Bis zum 24. Januar verzeichneten die mosambikanischen Behörden 25 Tote durch den Zyklon Funso, die meisten von ihnen in der im Norden gelegenen Provinz Zambezia, vor deren Küste der Zyklon seine stärkste Annäherung an das Festland gemacht hatte. Mindestens sieben der Opfer entfielen auf den Distrikt Maganja da Costa und eine weitere auf die Provinzhauptstadt Quelimane. Die einzige Straßenverbindung zwischen der Hauptstadt Maputo und dem Norden des Landes wurde durch den Hochwasser führenden Fluss Komati schwer beschädigt. Mehr als 56.000 Bewohner des Landes mussten vor Überschwemmungen flüchten, mindestens 70.000 Menschen verloren die Versorgung mit sauberem Trinkwasser.
Auswirkungen hatte der Sturm auch in Malawi, wo 450 Familien im südlichen Teil des Distriktes Nsanje obdachlos wurden, vor allem in Bangula und Phokela. Starkregen zerstörte mindestens 320 Häuser und überschwemmte 125 weitere. Die Fluten vernichteten die Ernte, wodurch für die betroffenen Ortschaften die Gefahr einer Hungersnot besteht.

### Intensiver Tropischer Zyklon Giovanna
Eine tropische Störung, die sich am 7. Februar im südlichen Indischen Ozean gebildet hatte, intensivierte sich und wurde vom RSMC La Réunion am 9. Februar südsüdwestlich von Diego Garcia als tropische Depression 09 eingestuft. Das System intensivierte sich am selben Tag zu einem tropischen Sturm und wurde vom JTWC als 12S bezeichnet. Das System gewann weiter an Kraft und wurde einige Stunden später intensivierte sich der Sturm zu einem mäßigen tropischen Sturm und erhielt den Namen Giovanna. Am 10. Februar hielt der Trend zur Intensivierung an und Giovanna verstärkte sich in einen schweren tropischen Sturm. Im Tagesverlauf unterlief Giovanna eine explosive Intensivierung in einen intensiven tropischen Zyklon, äquivalent zur Kategorie 4 der Saffir-Simpson-Windskala. Schon bald setzte eine zyklische Eyewall-Neubildung ein, was den Sturm am 11. Februar in einen tropischen Zyklon abschwächte. Die Windscherung in der Umgebung Giovannas nahm jedoch ab, sodass Giovanna sich am 13. Februar mit einem größeren Auge erneut in einen intensiven tropischen Zyklon verstärkte. Gegen 22:00 Uhr UTC am 13. Februar gelangte Giovanna bei Andovoranto in Madagaskar über Land. Dort schwächte sich das System am 14. Februar sehr rasch in eine Depression über Land ab. Früh am 15. Februar erreichte Giovanna die Westküste der Insel und gelangt in die Straße von Mosambik, wo sich der Sturm zu reorganisieren begann. Das geschah auch, während der Sturm nach Osten wanderte, bevor Giovanna eine scharfe Kurve nach links einschlug und drohte, nochmal über Land zu ziehen. Dazu kam es aber nicht mehr, weil der Sturm vorher außertropisch wurde.
Bis zu acht Meter hohe Wellen trafen auf die Küste von La Réunion, wo ein Mann von den Brechern erfasst und auf das Meer hinausgespült wurde. Auf Mauritius wurde ein Mann bei einem wetterbedingten Verkehrsunfall getötet. Mindestens 16 Personen wurden auf Madagaskar durch die Auswirkungen des Sturmes getötet, 65 weitere verletzt. Etwa 11.000 Bewohner der Insel wurden obdachlos.

### Mäßiger Tropischer Sturm Hilwa
Am 5. Februar 2012 bildete sich im südöstlichen Indischen Ozean vor der Südküste von Java ein kleiner Streifen von Gewittern, der sich schließlich westlich der Kokosinseln zu einem Tiefdruckgebiet formierte und rasch nach Westen zog. Am selben Tag stufte das TCWC in Perth das Tiefdruckgebiet als tropisches Tief ein. Das System zog weiter westwärts und organisierte sich dabei zunehmend. Am 14. Februar überquerte das System den 90. östlichen Längengrad und gelangte somit in den südwestlichen Indischen Ozean. Das RSMC La Réunion klassifizierte das System dann ostsüdöstlich von Diego Garcia als tropische Depression. Das System wurde in dieser Phase vom JTWC bereits als tropischer Sturm 13S eingestuft. Das System zog weiter westwärts, verlor jedoch ab dem 15. Februar leicht an Kraft. Am 17. Februar reorganisierte sich das System. Bis zum 20. Februar intensivierte sich das System weiter und erlangte auf seiner weiter westwärts gerichteten Bahn nur langsam einen Zuwachs an geographischer Breite. Am 20. Februar um 18:00 Uhr UTC stufte Météo-France das System als mäßigen tropischen Sturm ein, und das Sturm erhielt den Namen Hilwa. Im Tagesverlauf wandte sich Hilwa nach Süden, doch schwächte Windscherung das System wieder ab. Spät am 22. Februar war die Struktur des vollständig der Scherung zum Opfer gefallen, und der Sturm wandelte sich rasch in ein nichttropisches System. Diese Entwicklung war am 23. Februar um 00:00 Uhr UTC abgeschlossen, und einige Stunden später gab Météo-France die letzte Warnung zu dem System aus.

### Schwerer Tropischer Sturm Irina
Am 22. Februar bildete sich im südwestlichen Indischen Ozean ein Gebiet gestörten Wetters, das sich aufgrund günstiger Bedingungen und starker Konvektion, die sich um das Zirkulationszentrum legte, ein Tiefdruckgebiet und am 25. Februar entstand eine tropische Depression. Das elfte System der Saison wurde vom RSMC am 26. Februar zum mäßigen tropischen Sturm hochgestuft und erhielt den Namen Irina. Doch schon einige Stunden darauf gelangte Irina im Norden Madagaskars über Land und schwächte sich innerhalb weniger Stunden in eine Depression über Land ab. Früh am 28. Februar gelangte Irina im Nordwesten der Insel erneut über Wasser und begann, sich zu reorganisieren, doch ein zweiter Landfall verzögerte diese Intensivierung, bis das System in der Straße von Mosambik angelangt war. Die in dieser Phase schlechte Organisierung des Systems behinderte jedoch zunächst die Reintensivierung in einen mäßigen tropischen Sturm, zumal die bodennahe Zirkulation ein gutes Stück westlich der Konvektion verlagert war. Irina drehte auf eine südliche Bahn, entlang der Westküste Madagaskars ein und intensivierte sich langsam. Dann zog der Sturm erneut nach Westen und näherte sich der Küste von Mosambik. Früh am 29. Februar war Irina in der Lage, sich ausreichend zu reorganisieren, um erneut als mäßiger tropischer Sturm klassifiziert zu werden, und einige Stunden später klassifizierte das JTWC den Sturm erstmals als Tropischen Zyklon 12S. Vor dem Erreichen des afrikanischen Festlandes schwenkte der Sturm jedoch nach Süden. Spät am 1. März erreichte Irina schließlich den Status eines schweren tropischen Sturms. Einige Stunden später änderte Irina erneut die Zugrichtung und triftete zwei Tage lang nach Osten.

### Tropische Depression 12
Am 22. Februar bildete sich ein Monsuntrog, der mit einem kleinen Tiefdruckgebiet in Verbindung stand, in einer Region im zentralen südlichen Indischen Ozean. Während der folgenden Tag driftete das System langsam westwärts und organisierte sich dabei stetig. Früh am 29. Februar stufte das RSMC La Réunion das System, das inzwischen einer nach Süden gerichtete Zugbahn eingeschlagen hatte, als tropische Störung ein und sechs Stunden später zu einer tropischen Depression hoch. Spät am 29. Februar klassifizierte das JTWC das System als Tropischen Zyclon 15S. Einige Stunden später setzte die Abschwächung des Systems ein, da die Windscherung in dem Gebiet zunahm. Am 3. März führte das System eine zyklonische Schleife aus und drehte dann nach Osten. Spät an diesem Tag schwächte sich das System in ein Resttief ab, das kurz darauf außertropisch wurde.

### Schwerer Tropischer Sturm Koji–Joni
Eine Gewitterzone, die vom TCWC Perth bereits seit dem 3. März überwacht wurde, entwickelte sich am 6. März zum Tropischen Tief 15U. Es wurde vom JTWC einige Stunden später als Tropischer Zyklon 16S gekennzeichnet. Am Vormittag des 8. März intensivierte sich das Tief in einen Kategorie-1-Zyklon und erhielt den Namen Koji. Einige Stunden später überquerte Koji den 90. östlichen Längengrad nach Westen und wurde daher vom Mauritius Meteorological Service in Joni umbenannt. Während der nächsten Tage organisierte sich Joni, doch am 11. März begann Windscherung die äußeren Konvektionsbänder zu erodieren. Starke Windscherung löste am 12. März die Konvektion auf der Nordseite vollständig auf und versetzte die verbleibende Konvektion südöstlich des Zentrums, sodass das bodennahe Zirkulationszentrum vollständig freigestellt wurde. In der Folge schwächte sich Joni schnell ab. Spät an diesem Tag gab das RSMC Réunion seine letzte Warnung zu Koji–Joni aus, weil der Sturm sich in ein nichttropisches Tiefdruckgebiet abgeschwächt hatte.

### Schwerer Tropischer Sturm Kuena
Am 1. Juni formte sich eine tropische Welle im Südwestindischen Ozean, die am 5. Juni eine tropische Störung wurde. Zu diesem Zeitpunkt befand sich die Störung 640 km entfernt von den Agalega-Inseln. Später wurde sie zu einem tropischen Tiefdruckgebiet. Am 6. Juni wurde es vom JTWC als Tropischer Zyklon 20S bezeichnet. Kurz danach verstärkte sich 20S zu einem mäßigen tropischen Sturm und bekam den Namen Kuena. Später an diesem Tag schaffte Kuena sogar die Verstärkung zu einem Schweren tropischen Sturm. Am 7. Juni löste sich Kuena auch schon so schnell wieder auf, wie sie sich gebildet hatte.

## Sturmnamen
Tropische Wirbelstürme erhalten in diesem Becken einen Namen, sofern sie mindestens die Stärke eines moderaten tropischen Sturmes erreichen. Wenn ein System diese Stärke westlich von 55° östlicher Länge erreicht, wird der Name durch das Sub-Regional Tropical Cyclone Advisory Centre in Madagaskar zugewiesen; erreicht der Sturm diese Stärke zwischen 55° und 90° östlicher Länge ist das Regional Tropical Cyclone Advisory Centre in Mauritius für die Namensvergabe zuständig. Die Namensliste für die Zyklonsaison im Südwestindik 2011–2012 wurde durch Météo-France im August 2009 bekanntgegeben. Zum letzten Mal gilt während dieser Zyklonsaison die Regel, dass aus der australischen Region hereinziehende Stürme durch Mauritius einen neuen Namen erhalten. Stürme die aus dem südwestlichen Indik in das Verantwortungsgebiet des Bureau of Meteorology in Perth ziehen, behalten den im südwestlichen Indik vergebenen Namen. Neue Namenslisten werden für jedes Jahr herausgegeben, weswegen von der Liste der Namen tropischer Wirbelstürme keine Namen gestrichen werden. Die folgenden Namen wurden für benannte Stürme benutzt:
Alenga, Benilde, Chanda, Dando, Ethel, Funso, Giovanna, Hilwa, Irina, Joni, Kuena